# Porte e pusterle di Milano

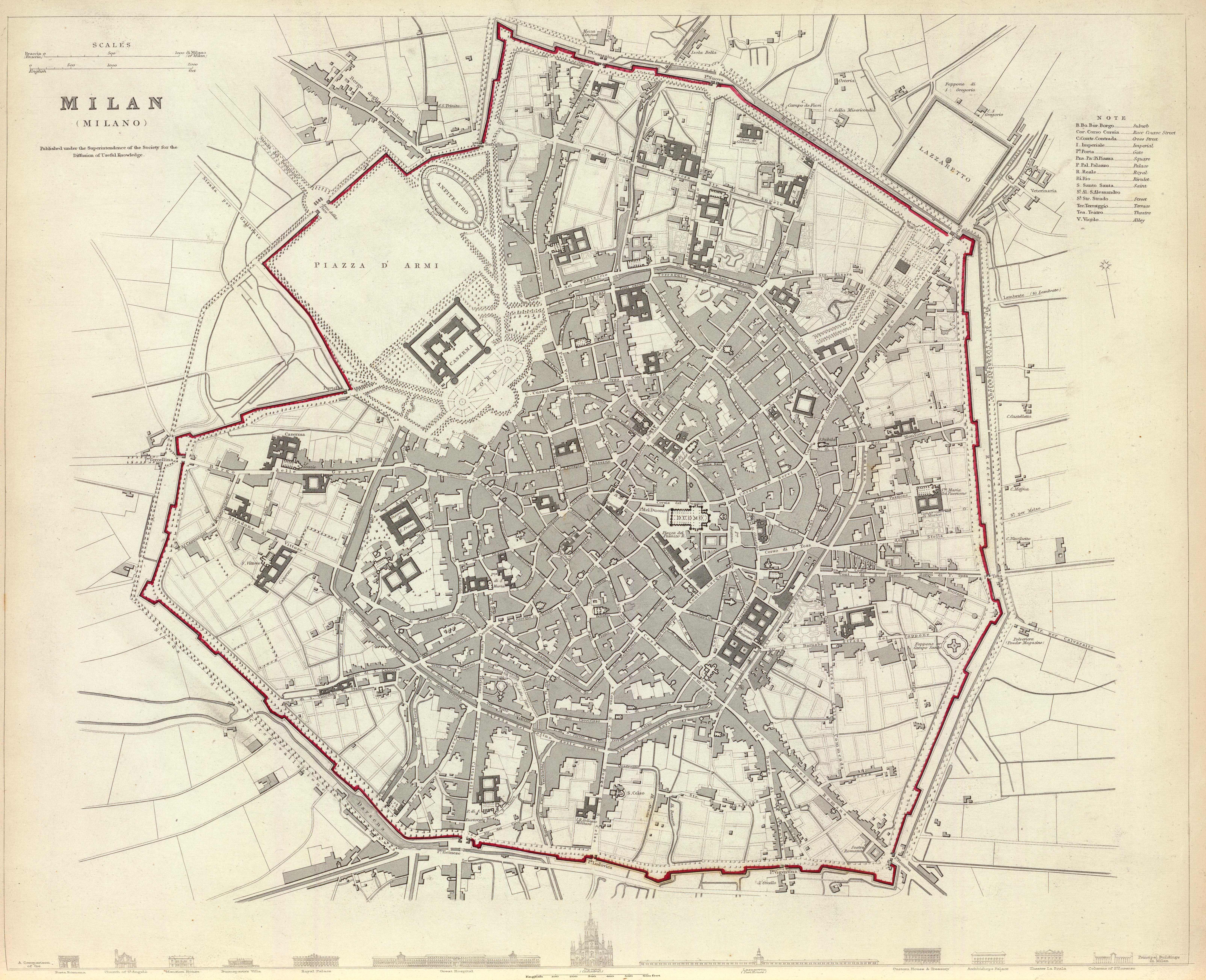
Mappa di Milano del 1832. Si possono notare le mura spagnole di Milano, tracciate in rosso, e la Cerchia dei Navigli, lungo la quale un tempo si sviluppavano le mura medievali di Milano, alla cui corrispondenza era presente il Castello Sforzesco, che è indicato, sulla mappa, in alto a sinistra

Per porte di Milano si intendono le aperture stradali ricavate in varie epoche nelle cinte murarie romane, medievali e spagnole della città lombarda di Milano. 
Durante il Medioevo, e forse già in epoca romana, vennero costruite, lungo la cinta muraria, anche delle porte secondarie, nel Medioevo chiamate pusterle dal latino tardo “posterula”  diminutivo femminile di “posterus” “che sta dietro”, col significato di “porticina di dietro”.

## Generalità
Porta Romana costituiva un tempo la porta Imperiale, nonché la principale porta di accesso di Milano, dato che da essa parte la strada che porta a Roma. Le porte di Milano potevano risultare semplici varchi ricavati nel perimetro murario cittadino, o aperture fortificate o talvolta monumentali. 
Ogni epoca ha portato con sé le relative porte. Tuttavia sono poche quelle giunte, per quanto rimaneggiate, sino a noi. Le porte sopravvissute - lungo la circonvallazione dei bastioni non sono altro, nella quasi totalità dei casi, che nuove edificazioni risalenti al periodo napoleonico, o al primo Ottocento.

## Le porte delle mura romane

### Le porte repubblicane
| Porta Comasina | Porta Giovia | Porta Orientale  | Porta Romana |
| --- | ------------ | ---------------- | ------------ |
| 49 a.C.-1162 | 49 a.C.-1162 | 49 a.C.-1162     | 49 a.C.-1162 |
| |              |                  |              |
| L'antica Milano romana (Mediolanum) sovrapposta alla Milano moderna. Il rettangolo più chiaro al centro, leggermente sulla destra, rappresenta la moderna piazza del Duomo, mentre il moderno Castello Sforzesco si trova in alto a sinistra, appena fuori il tracciato delle mura romane di Milano |              |                  |              |
| Porta Ticinese | Porta Tosa   | Porta Vercellina |              |
| 49 a.C.-1162 | 49 a.C.-1162 | 49 a.C.-1162     |              |
| |              |                  |              |

Modello in legno conservato presso il Civico museo archeologico di Milano che mostra una ricostruzione della Mediolanum imperiale racchiusa dalle mura realizzate in epoca romana

Le prime porte cittadine di Milano, all'epoca chiamata Mediolanum, vennero realizzate in epoca romana repubblicana contestualmente alle mura cittadine. Alle estremità del cardo e del decumano di Mediolanum si aprivano le seguenti porte, fatte erigere, insieme alle mura, dopo l'assunzione di Mediolanum al rango di municipium nell'anno 49 a.C., fermo restando che forse potrebbe essere state edificate sotto il principato di Ottaviano Augusto:
- Porta Comasina (lat. Porta Comacina, Porta Cumana o Porta Cumensis), situata dove ora è presente la moderna via dell'Orso. Da Porta Comasina dipartivano la via Regina, ovvero l'arteria stradale che collegava Cremona (Cremona) a Comum (Como: da cui il nome della porta), e la via Mediolanum-Bellasium, che metteva in comunicazione Mediolanum con Bellagio.
- Porta Giovia (lat. Porta Jovia), situata dove ora sono presenti i moderni Teatro Dal Verme e la demolita chiesa di San Giovanni sul Muro. Doveva la sua denominazione a Giovio, ovvero all'epiteto dell'imperatore Diocleziano. Da Porta Giovia iniziavano la via Severiana Augusta, strada romana consolare che congiungeva Mediolanum con il Lago Maggiore e da qui al passo del Sempione, e la via Mediolanum-Bilitio, che metteva in comunicazione Mediolanum con Luganum (Lugano) passando da Baretium (Varese).
- Porta Orientale (lat. Porta Orientalis), situata dove ora è presente la moderna via Manzoni. Da Porta Orientale dipartiva verso oriente (da cui il nome della porta) l'arteria stradale che, attraverso Bergomum (Bergamo) e Brixia (Brescia), portava a Verona (Verona), la via Gallica. Corrispondeva alla Porta Decumana dell'originario accampamento militare romano, il cosiddetto castrum, che diede poi origine al centro abitato dell'antica Mediolanum romana. Da Porta Orientalis dipartiva anche la via Mediolanum-Brixia, che collegava Mediolanum con Brixia (Brescia) passando anche da Cassianum (Cassano d'Adda).
- Porta Romana (lat. Porta Romana), situata dove ora è presente l'omonimo corso. Da Porta Romana dipartiva l'arteria stradale che, attraverso Laus Pompeia (Lodi) e Acerrae (Pizzighettone) portava a Placentia (Piacenza) e quindi poi a Roma (da cui il nome della porta), ovvero il prolungamento da Placentia della via Emilia.
- Porta Ticinese (lat. Porta Ticinesis), situata dove ora è presente il moderno Carrobbio. Da Porta Ticinese aveva origine la via Mediolanum-Ticinum, arteria stradale che collegava Mediolanum a Ticinum (Pavia). Corrispondeva alla Porta Praetoria dell'originario accampamento militare romano, il cosiddetto castrum, che diede poi origine al centro abitato dell'antica Mediolanum romana.
- Porta Tosa (lat. Porta Tonsa), situata lungo la moderna via Rastrelli, poco prima del suo incrocio con via Larga. Sorgeva nei pressi del porto fluviale romano di Milano, da cui il nome della porta (tonsa in latino significa "remo"). Da Porta Tosa usciva la via Regina, strada romana che raggiungeva il porto fluviale di Cremona.
- Porta Vercellina (lat. Porta Vercellina), situata dove ora è presente la chiesa di Santa Maria alla Porta, la cui denominazione è legata alla presenza di questa porta. Da Porta Vercellina dipartivano la via delle Gallie, che conduceva verso Augusta Prætoria (Aosta) passando da Novaria (Novara e che portava poi in Gallia Transalpina, e la via Gallica, arteria stradale che collegava  Mediolanum a Augusta Taurinorum (Torino) passando da Vercellae (Vercelli), da cui il nome della porta.

### Le porte massimiane
Nel 291, in epoca imperiale, quando Mediolanum divenne capitale dell'Impero romano d'Occidente, la cinta muraria venne ampliata dall'imperatore Massimiano, che fece realizzare altre tre porte:
- Porta Argentea (lat. Porta Argentea), situata dove ora è presente la moderna Piazza San Babila. Prendeva il nome dall'argento. Quest'ultimo, ai tempi degli antichi Romani, si estraeva in miniere situate in varie parti dell'impero, dall'Iberia all'Asia Minore, dalla Britannia a Cipro, ecc. L'elettro, che è una lega d'oro e d'argento, metalli che quando sono miscelati sono separabili con fatica, può essere invece ottenuta sia artificialmente che in natura da miniere che sono concentrate soprattutto in Asia Minore, ovvero a est dell'Italia. Per tale motivo, alla porta cittadina più orientale della Milano romana, fu dato il nome di "Porta Argentea", mentre al varco murario situato perpendicolarmente, forse con un richiamo all'impossibilità di separare i due metalli in epoca romana (il processo chimico per separarli fu ideato infatti nel 1887), fu data la denominazione di "Porta Aurea" (lat. aurum = it. "oro").
- Porta Aurea (lat. Porta Aurea o Porta Nova), situata dove ora è presente la moderna via Manzoni. Prende i suoi due nomi, rispettivamente, perché fatta erigere lungo il "nuovo" perimetro di mura e per il fatto che si trovasse, come già accennato, perpendicolarmente alla Porta Argentea. Inoltre, da Porta Aurea, usciva la via Spluga, strada che era anche chiamata anche via Aurea perché conduceva al passo dello Spluga, il cui nome latino è Cunus Aureus. In epoca romana il passo dello Spluga era conosciuto con il nome di Cunus Aureus ("punto d'oro") perché in questo periodo storico, lungo l'arco alpino compreso tra il versante ligure e il fiume Ticino, si estraeva l'oro in miniere ricavate nei massicci montuosi, che erano spesso costituite da grotte e caverne naturali. Come per Porta Orientale, di cui rappresentava uno "spostamento" verso est, anche da Porta Aurea dipartivano verso oriente la via Gallica, che collegava Gradum (Grado) con Augusta Taurinorum (Torino), la via Spluga, il cui percorso si sviluppava tra Mediolanum e il passo dello Spluga e la via Mediolanum-Brixia.
- Porta Erculea (lat. Porta Herculea), situata dove ora è presente la moderna via Durini. Deriva il nome da Erculeo, epiteto dell'imperatore Massimiano.

| 291-1162 | 291-1162 | 291-1162 |
| |          |          |
| Le mura romane di Milano. In rosso il tracciato delle mura repubblicane, in blu quello delle mura massimiane |          |          |

Sia le porte repubblicane che quelle massimiane, così come le relative mura, sono state distrutte durante l'assedio di Milano del 1162, che fu opera dell'imperatore del Sacro Romano Impero Federico Barbarossa, venendo poi sostituite dalle mura medievali di Milano.

## Le porte delle mura medievali

### Le porte
| Porta Vercellina                             | Porta Comasina            | Porta Nuova                              |
| -------------------------------------------- | ------------------------- | ---------------------------------------- |
| XII secolo (anno di demolizione sconosciuto) | XII secolo - XVI secolo   | XII secolo (rimaneggiata nel XIX secolo) |
|                                              |                           |                                          |
| Mappa di Milano del 1156                     |                           |                                          |
| Porta Orientale                              | Porta Romana              | Porta Ticinese                           |
| XII secolo - XIX secolo                      | XII secolo - XVIII secolo | XII secolo (rimaneggiata nel 1861)       |
|                                              |                           |                                          |

Hanno sostituito le mura romane di Milano, che furono distrutte con le relative porte durante l'assedio della città del 1162, operazione militare condotta dall'imperatore del Sacro Romano Impero Federico Barbarossa. Le origini delle mura medievali di Milano risalgono al 1156, quando la città lombarda era in guerra con Federico Barbarossa: questa prima cinta di difesa medievale, che venne realizzata in legno, venne anch'essa travolta da Federico Barbarossa nel 1162.
Emerse pertanto la necessità di un sistema difensivo più solido e all'avanguardia, che venne realizzato a partire dal 1171. Le nuove mura, in muratura, erano intervallate da sei porte principali, che identificavano i relativi sestieri in cui era divisa la città; a queste dovevano aggiungersi - come riportato nel 1288 da Bonvesin de la Riva - una decina di accessi fortificati secondari, comunemente chiamati pusterle. Forse porte secondarie furono costruite già in epoca romana.

Porta Nuova medievale in una foto del 1850

Architettonicamente le porte principali si costituivano di un doppio varco d'accesso (ad esclusione di Porta Ticinese, denominata appunto Porta Cicca (cioè piccola), perché caratterizzata da un solo fornice), fortificato con la presenza di una torre; le pusterle si caratterizzavano invece per la presenza di un solo fornice, ricavato all'interno di una fortificazione.
Le porte principali della città erano:
- Porta Romana (in Milanese "Porta Rumana")[3];
- Porta Ticinese (in Latino medioevale “Porta Ticinensis”; in Milanese “Porta Ticines”; questa dizione è un’eccezione grammaticale perché in Milanese la regola è che l'aggettivo femminile finisca in “-a”, mentre la vocale finale in questione viene elisa (come avviene di regola per il solo genere maschile); più popolarmente è oggigiorno chiamata “Porta Cicca” (pronunciata “cica”, perché le consonanti doppie si pronunciano singole); questa dizione, avendo una assonanza spagnola, potrebbe essere nata in quel periodo e la cosa strana è che nella storiografia nessun autore la riporta)[4];
- Porta Vercellina;
- Porta Comasina (In Latino medioevale “Porta Cumacina” nel XII secolo, “Porta Cumana” dal XIII al XVI secolo; a partire dalla fine del XVI secolo la dizione "Porta Comasina" soppiantò tutte le altre versioni; in Milanese "Porta Cumasina")[5];
- Porta Nuova (In Latino medioevale “Porta Nova”; in Milanese “Porta Növa”)[6];
- Porta Orientale (In Latino medioevale: “Porta Orientalis”; in Milanese “Porta Uriental” oggi, “Porta Arienza” nel XII secolo, “Porta Renza” forma sincopata usata dal popolo dal XIV al XVIII secolo)[7];

A queste va aggiunta Porta Giovia, che non viene citata dal Bonvesin de la Riva nel De magnalibus Mediolani (1288) e che sorgendo in uno spazio all'interno del successiva Rocca Giovia (1358-1368), sarebbe definitivamente scomparsa con la costruzione di questa fortificazione. La Rocca Giovia fu poi ampliata divenendo il moderno Castello Sforzesco.

### Le pusterle
Le porte minori (chiamate "pusterle") della città erano invece:
| Pusterla di Monforte                         | Porta Tosa                                   | Pusterla Lodovica                            | Pusterla di Sant'Eufemia                     | Pusterla della Chiusa                        | Pusterla dei Fabbri                           | Pusterla di Sant'Ambrogio         |
| -------------------------------------------- | -------------------------------------------- | -------------------------------------------- | -------------------------------------------- | -------------------------------------------- | --------------------------------------------- | --------------------------------- |
| XII secolo (anno di demolizione sconosciuto) | XII secolo (anno di demolizione sconosciuto) | 1496-1827                                    | XII secolo (anno di demolizione sconosciuto) | XII secolo (anno di demolizione sconosciuto) | XIV secolo-1900                               | XII secolo (ricostruita nel 1939) |
|                                              |                                              |                                              |                                              |                                              |                                               |                                   |
| Mappa di Milano del 1158                     |                                              |                                              |                                              |                                              |                                               |                                   |
| Pusterla delle Azze                          | Pusterla Beatrice                            | Pusterla di San Marco                        | Pusterla del Borgo Nuovo                     | Pusterla di Santo Stefano                    | Pusterla del Bottonuto                        |                                   |
| XII secolo (anno di demolizione sconosciuto) | XII secolo-1860                              | XII secolo (anno di demolizione sconosciuto) | XII secolo (anno di demolizione sconosciuto) | XII secolo (anno di demolizione sconosciuto) | dopo il XIII secolo-anni trenta del XX secolo |                                   |
|                                              |                                              |                                              |                                              |                                              |                                               |                                   |

## Le porte delle mura spagnole

### Le porte principali
| Porta Magenta                  | Porta Garibaldi | Porta Nuova    |
| ------------------------------ | --------------- | -------------- |
| 1805-1897                      | 1826            | 1810           |
|                                |                 |                |
| Mappa di Milano del XVI secolo |                 |                |
| Porta Venezia                  | Porta Romana    | Porta Ticinese |
| 1827                           | 1596            | 1815           |
|                                |                 |                |

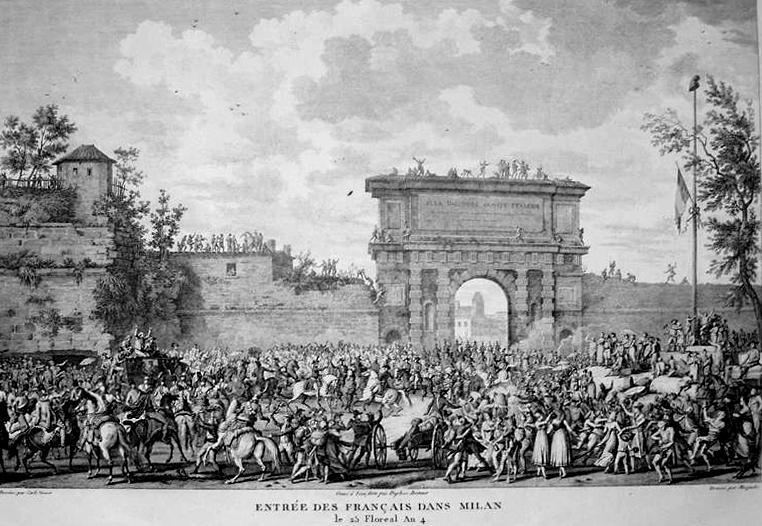
Porta Romana ancora inserita nelle mura spagnole sull'incisione Entrée des français dans Milan le 25 Floréal an 4 di Carle Vernet. L'incisione rappresenta l'entrata di Napoleone Bonaparte, alla testa delle truppe francesi, in Milano, attraverso Porta Romana, il 15 maggio 1796

La costruzione delle mura spagnole, resa necessaria per sostituire le mura medievali di Milano, ormai diventate obsolete per l'invenzione della polvere da sparo, avvenne tra il 1548 e il 1562 per ordine di Ferrante I Gonzaga, governatore della città all'epoca in cui questa era dominata dagli spagnoli, e dell'imperatore del Sacro Romano Impero Carlo V d'Asburgo. 
Completata nel 1562, la cinta era costituita da un muraglione con torri e lunette, il cui perimetro si estendeva per circa undici chilometri, rendendola all'epoca il sistema di mura più esteso d'Europa. In alcuni punti le mura erano dotate di fossati, ricavati dai numerosi fiumi e canali che giungevano a Milano: l'Olona da ovest, la Vetra da sud-ovest e il Redefossi, che derivava dal Seveso, da est. 
Contestualmente alla costruzione delle mura spagnole furono realizzate ex novo le sei porte di accesso alla città, che avevano già dato in epoca medievale il nome ai relativi sestieri della città. Al 1796 le porte della città erano dodici, di cui sei erano quelle principali:
- Porta Orientale, in epoca napoleonica Porta Riconoscenza e dal 1860 Porta Venezia.
- Porta Romana.
- Porta Ticinese, nota sotto Napoleone come Porta Marengo.
- Porta Vercellina, dopo il 1859 ribattezzata Porta Magenta.
- Porta Nuova.
- Porta Comasina, dal 1860 Porta Garibaldi.

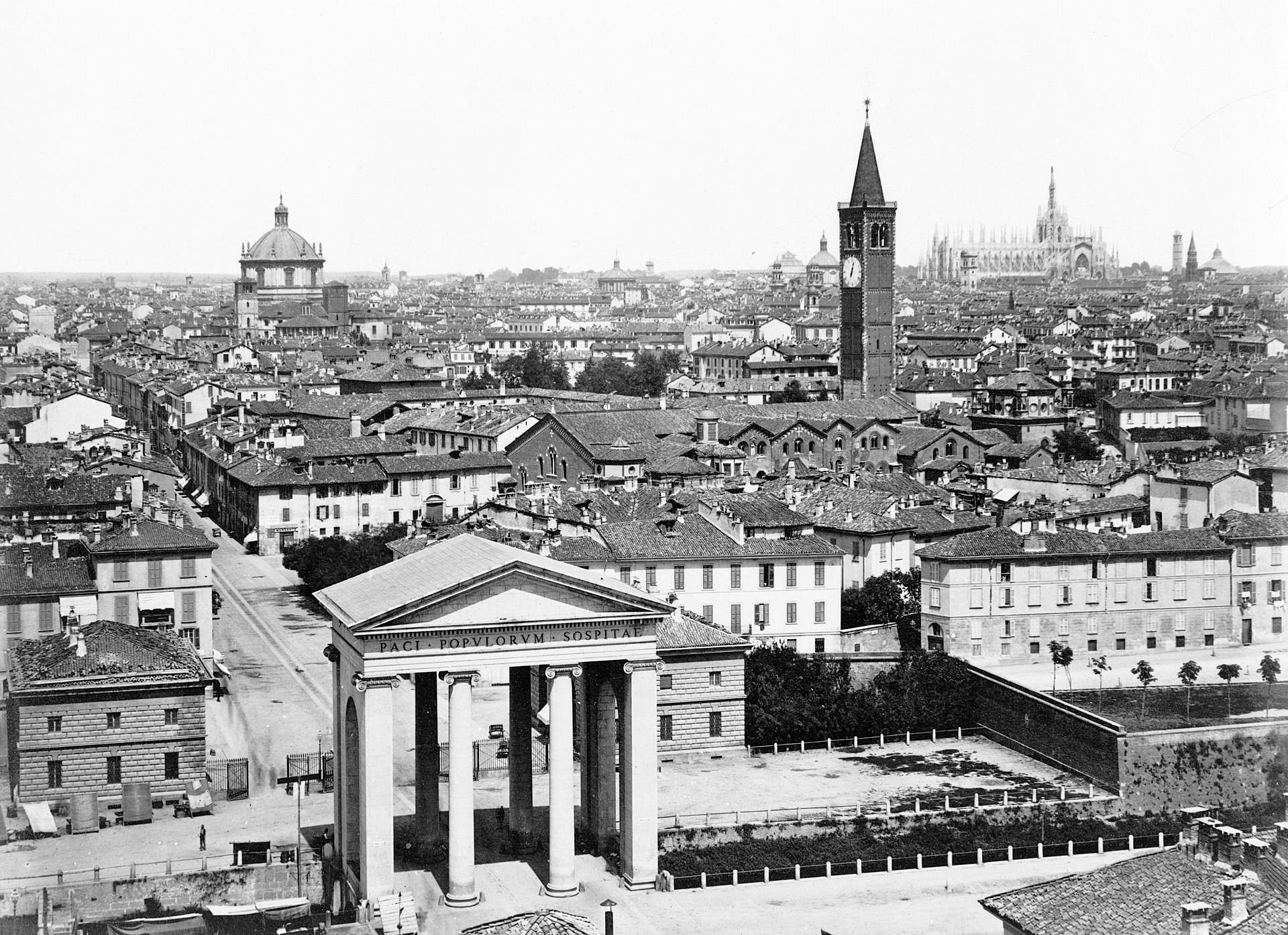
Porta Ticinese ancora inserita nelle mura spagnole in una foto posteriore al 1866

Le prime sei porte, quelle principali, sostituirono le omonime porte medievali senza intenti monumentali o estetici, perlomeno all'inizio: esse rappresentavano semplicemente un'apertura delle mure che consentiva l'accesso controllato alla città. Un'eccezione fu Porta Romana, che venne realizzata già nel 1598 con architettura monumentale grazie al suo imponente arco trionfale: fu innalzata per celebrare l'ingresso in città di Margherita d'Austria-Stiria. La monumentalizzazione di tutte le altre porte fu eseguita nel XIX, quando gli ingressi cittadini assunsero anche una funzione di rappresentanza, che si aggiunse alla primigenia funzione, quella di casello daziario.
Il primo rifacimento monumentale ottocentesco di una porta di Milano fu quello di Porta Venezia, che fu per mano del Piermarini: con l'avvento di Napoleone si stabilì di dare alla città accessi più degni e monumentali. A partire dai primi anni del XIX secolo cominciarono i rifacimenti delle altre porte cittadine, ad eccezione, come già accennato, di Porta Romana, che fu l'unica fra le porte spagnole ad essere già monumentale fin dalla sua costruzione. Alle nuove realizzazioni in stile neoclassico s'affiancarono - più o meno contemporaneamente - i caselli daziari, necessari per la riscossione e le procedure del dazio cittadino. Il modello, importato in Italia da Napoleone, era quello - sia dal punto di vista istituzionale che da quello architettonico - delle Barrières di Parigi, le barriere realizzate nella cinta daziaria di Parigi da Claude-Nicolas Ledoux fra il 1785 e il 1789 alle soglie della Rivoluzione francese. Da un punto di vista architettonico si componevano di due edifici a pianta quadrangolare, simili a tempietti peripteri, posti a controllo di una via d'accesso alla città (esternamente all'arco di trionfo, nel caso in cui ce ne fossero).

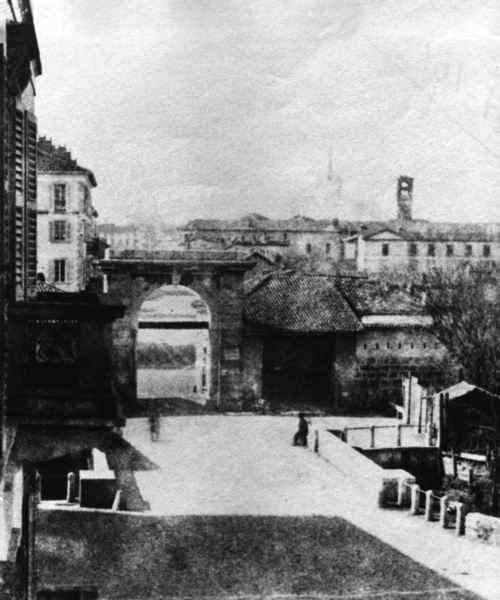
Porta Tosa ancora inserita nelle mura spagnole in una foto del XIX secolo. Demolito alla fine dell'Ottocento l'arco neoclassico, sopravvivono oggi solo i caselli daziari

I lavori di rifacimento di Porta Ticinese (allora Porta Marengo), la porta da cui Napoleone era rientrato a vittorioso Milano nel 1800 dopo la battaglia di Marengo, furono i secondi a cominciare, già nel 1802. Il progetto vincitore è quello dell'architetto Luigi Cagnola, che batté anche quello presentato dal Canonica: la porta ideata dal Cagnola richiama idealmente (e nel nome) i propilei, l'antico accesso monumentale all'Acropoli di Atene. Porta Ticinese si presenta ancora oggi con un doppio prospetto tetrastilo di ordine ionico, con pilastri angolari e frontoni triangolari, accompagnato da due caselli, in posizione più arretrata. La porta vedrà una realizzazione piuttosto travagliata, e sarà terminata soltanto nel 1814. Altro cambio di nome fu quello di Porta Orientale, che venne rinominata Porta Riconoscenza, con un'allusione alla riconoscenza che i milanesi avrebbero dovuto portare a Napoleone per averli liberati dall'assolutismo,
La terza ad essere monumentalizzata fu Porta Vercellina. I lavori vennero eseguiti nel 1805 su progetto di Luigi Canonica: la porta cittadina fu ristrutturata in occasione dell'entrata trionfale a Milano di Napoleone per l'incoronazione a Re d'Italia. Questa, in particolare, costituì anche il primo esempio di arco trionfale permanente eretto fino ad allora a Milano. Nel 1807 cominciarono invece i lavori - su progetto del Cagnola, per l'erezione dell'arco di trionfo in onore di Napoleone, progetto abbandonato con la caduta del Regno d'Italia, ma ripreso successivamente e concluso solo nel 1838. Inaugurato dall'imperatore Ferdinando I d'Austria, fu dedicato alla "pace" che aveva riunito le potenze europee nel 1815 al congresso di Vienna.

### Le porte succursali
Fin dall'inizio, alle sei principali, erano associate altre quattro porte succursali, che dipendevano da quelle maggiori (ad eccezione di Porta Tenaglia, che faceva riferimento al vicino Castello Sforzesco): 
- Porta Tenaglia, ora piazza Lega Lombarda, esattamente nei pressi dell'attuale Porta Volta (dalla carta del 1883 si evince che le due porte sono sempre state comunque distinte e separate), fu demolita dopo poco tempo, nel 1571. Come accennato, era succursale del Castello Sforzesco.
- Porta Tosa, dal 1861 Porta Vittoria, succursale di Porta Orientale.
- Porta Vigentina, succursale di Porta Romana.
- Porta Lodovica, succursale di Porta Ticinese.

| Porta Tenaglia           | Porta Tosa     |
| ------------------------ | -------------- |
| 1560-1571                | XVII secolo    |
|                          |                |
| Mappa di Milano del 1573 |                |
| Porta Vigentina          | Porta Lodovica |
| XVII secolo-XX secolo    | 1496-1905      |
|                          |                |

## Le porte realizzate nel XIX secolo
Con la crescita dei commerci e del traffico, nel XIX vennero aperte altre porte, previste dal Piano Beruto, primo piano regolatore di Milano, che fu redatto nel 1884. Furono le ultime prima della demolizione delle mura spagnole, che iniziò alla fine dello stesso secolo:
- Porta Sempione, situata dove esisteva in epoca medievale Porta Giovia e corrispondente al moderno Arco della Pace. Prima della costruzione, in epoca napoleonica, dell'Arco della Pace, e dopo la demolizione di Porta Giovia (avvenuta prima del 1288), era il Castello Sforzesco a svolgere la funzione di ingresso controllato in questo tratto delle mura cittadine.
- Barriera Principe Umberto, che dava accesso alla vecchia stazione di Milano Centrale, realizzata nel 1864, demolita nel 1931 e sostituita dall'omonima e moderna stazione.
- Porta Genova, che dava accesso alla stazione di Porta Ticinese, ora chiamata stazione di Milano Porta Genova.
- Porta Volta, realizzata per consentire una più diretta comunicazione fra la città, il nuovo cimitero monumentale edificato nel 1866 e la nuova strada Comasina (attuale via Carlo Farini) realizzata negli stessi anni in sostituzione della vecchia (moderno corso Como): quest'ultima fu infatti troncata dagli impianti ferroviari connessi alla vecchia stazione centrale.
- Porta Monforte, ultima porta realizzata a Milano per fornire alla città un altro accesso che superasse le mura.

Altri cambiamenti di nome si ebbero durante il Risorgimento. Porta Tosa cambiò nome in Porta Vittoria per celebrare le cinque giornate di Milano, durante le quali gli insorti espugnarono le porte cittadine togliendole dal controllo degli austriaci (Porta Tosa fu la prima di queste), Porta Vercellina, che venne rinominata Porta Magenta in ricordo della battaglia di Magenta, scontro armato facente parte della seconda guerra di indipendenza, Porta Comasina, che fu ridenominata Porta Garibaldi in onore a Giuseppe Garibaldi e Porta Orientale, che fu ridenominata Porta Venezia (1859) in onore alla città lagunare, non ancora annessa al Regno di Sardegna vista l'inaspettata interruzione della seconda guerra di indipendenza (Venezia fu poi annessa al neocostituito Regno d'Italia nel 1866, dopo la terza guerra di indipendenza).
| Porta Sempione                                                      | Barriera Principe Umberto | Porta Genova |
| ------------------------------------------------------------------- | ------------------------- | ------------ |
| 1838                                                                | 1860-1931                 | 1876         |
|                                                                     |                           |              |
| Il Piano Beruto, primo piano regolatore di Milano, redatto nel 1884 |                           |              |
| Porta Volta                                                         | Porta Monforte            |              |
| 1880                                                                | 1888-1919                 |              |
|                                                                     |                           |              |

### Esplicative
1. ↑  Secondo alcuni la realizzazione nel 1496 della Pusterla Lodovica sarebbe coincisa con la soppressione della precedente Pusterla di Sant'Eufemia; tuttavia secondo altri entrambi i varchi sarebbero coesistiti, rivolti uno a sud-est, l'altro a sud-ovest.
2. ↑  Secondo alcuni la Pusterla Beatrice fra i vari nomi che aveva avuto precedentemente il rifacimento da parte di Lodovico il Moro avrebbe annoverato anche quello di Pusterla di San Marco; tuttavia secondo altri la Pusterla di San Marco si sarebbe riferita a un altro varco nelle mura medievali della città, non distante dalla Pusterla Beatrice, posto al termine dell'attuale via Borgonuovo.

### Bibliografiche
1. ↑   Flavio Livio Marchetto, Le Porte di Milano : studio con guida delle mura, Novate Milanese, Fabbrica dei Segni, 2021,  p. 138, ISBN 9-788832-861556.
2. ↑  Bonvesin de la Riva, De magnalibus Mediolani (1288), Pontiggia ed. Bompiani, 1974 - Capitolo II, capo VI
3. ↑   Flavio Livio Marchetto, Le Porte di Milano : studio con guida delle mura, Novate Milanese, Fabbrica dei Segni, 2021,  p. 102, ISBN 9-788832-861556.
4. ↑   Flavio Livio Marchetto, Le Porte di Milano : studio con guida delle mura, Novate Milanese, Fabbrica dei Segni, 2021,  p. 112, ISBN 9-788832-861556.
5. ↑   Flavio Livio Marchetto, Le Porte di Milano : studio con guida delle mura, Novate Milanese, Fabbrica dei Segni, 2021,  p. 123, ISBN 9-788832-861556.
6. ↑   Flavio Livio Marchetto, Le Porte di Milano : studio con guida delle mura, Novate Milanese, Fabbrica dei Segni, 2021,  p. 127, ISBN 9-788832-861556.
7. ↑   Flavio Livio Marchetto, Le Porte di Milano : studio con guida delle mura, Novate Milanese, Fabbrica dei Segni, 2021,  p. 132, ISBN 9-788832-861556.
8. 1 2 3 4 5 6 7   C'era una volta: le mura spagnole di Milano, su liberospazio.com. URL consultato il 30 ottobre 2017 (archiviato dall'url originale il 25 settembre 2022).
9. 1 2 3 4 5 6 7   Zona Porta Romana – Le mura spagnole, su blog.urbanfile.org. URL consultato il 30 ottobre 2017.
10. ↑   I Bastioni di Porta Venezia, su vecchiamilano.wordpress.com. URL consultato il 30 ottobre 2017.